# Roskilde Fjord, Kattinge Vig og Kattinge Sø
Roskilde Fjord, Kattinge Vig og Kattinge Sø este o arie protejată (arie de protecție specială avifaunistică — SPA) din Danemarca întinsă pe o suprafață de 13.147 ha, din care 80 % marine.

## Localizare
Centrul sitului Roskilde Fjord, Kattinge Vig og Kattinge Sø este situat la coordonatele 55°46′59″N 12°04′16″E / 55.783056°N 12.071111°E.

## Înființare
Situl Roskilde Fjord, Kattinge Vig og Kattinge Sø a fost declarat arie de protecție specială avifaunistică în mai 1983 pentru a proteja 16 specii de animale.

## Biodiversitate
Situată în ecoregiunile continentală și marină Atlantică, aria protejată nu include niciun habitat protejat.
La baza desemnării sitului se află mai multe specii protejate de  păsări (16): rață lingurar (Anas clypeata), gâscă cenușie (Anser anser), rața moțată (Aythya fuligula), Bucephala clangula, lebădă de iarnă (Cygnus cygnus), lebădă de vară (Cygnus olor), șoim călător (Falco peregrinus), lișiță (Fulica atra), codalb (Haliaeetus albicilla), sfrâncioc roșiatic (Lanius collurio), ferestrașul mare (Mergus merganser), ploier auriu (Pluvialis apricaria), ciocântors (Recurvirostra avosetta), chiră mică (Sterna albifrons), chiră de baltă (Sterna hirundo), Sterna paradisaea.